# Istituto Polis
Nel 2011, un gruppo di sette studiosi, da contesti scientifici, religioni e paesi diversi, incluso Israele, fondarono l'Istituto Polis. Volevano contribuire al rinnovato interesse globale per le lingue e civiltà antiche e ravvivare lo studio delle discipline umanistiche attraverso.
Attingendo dai più recenti sviluppi della linguistica applicata e dalla sapienza israeliana nell'insegnare l'ebraico moderno (il metodo dell'Ulpan), il metodo Polis mira ad insegnare le cosiddette "lingue morte" nello stesso modo in cui sono abitualmente insegnate le lingue moderne: in un ambiente monolinguistico e attraverso l'immersione completa nella lingua.
L'istituto si trova a Musrara, vicino alla Città Vecchia di Gerusalemme, e ospita studenti provenienti da più di trenta paesi da sei continenti.

## Storia

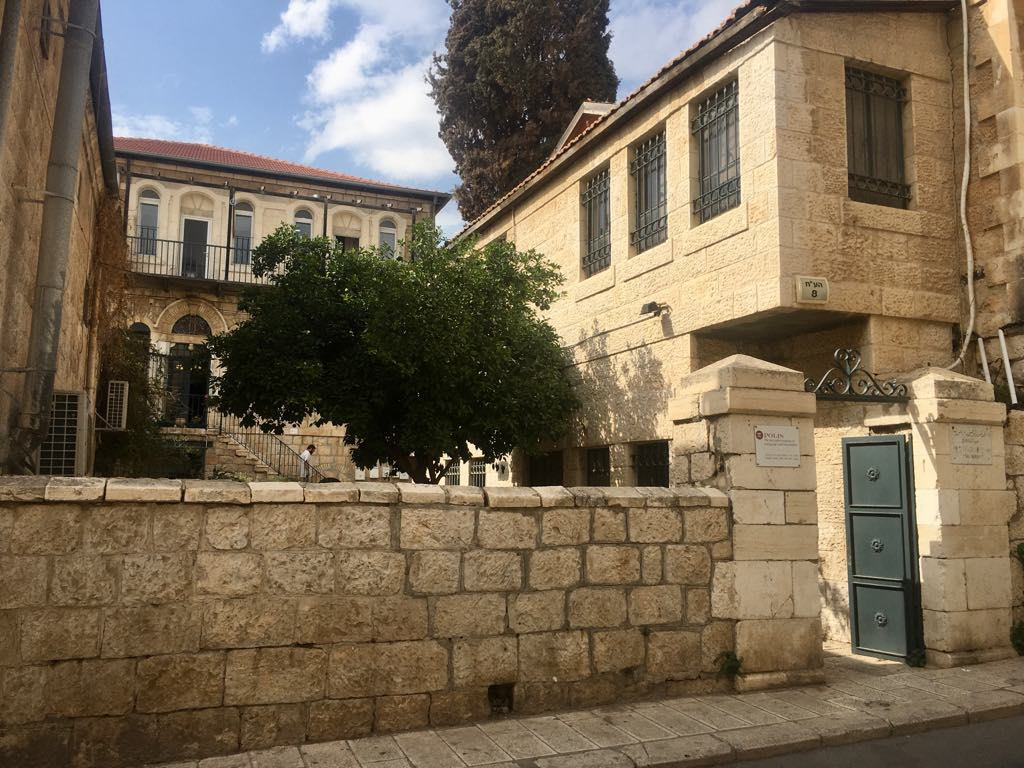
L'Istituto Polis visto dalla strada

L'Istituto fu aggiunto al Registro delle Organizzazioni non-profit in Israele nel 2011 e aprì durante l'anno corsi di ebraico moderno e arabo insieme al greco antico. Nel 2013, l'Istituto avviò un programma di studi in filologia antica, che radunò diversi studenti e studiosi dagli Stati Uniti e dall'Europa.
Polis ha organizzato anche corsi intensivi in altri Paesi, come Italia, Perù, Argentina, Stati Uniti, Spagna, Marocco, Finlandia, Svezia e Filippine.

## Il metodo Polis

### Principi teorici
Il metodo Polis si basa sull'applicazione alle lingue antiche di vari approcci e tecniche normalmente utilizzati per l'insegnamento delle lingue moderne. I due criteri principali sono l'immersione totale e lo sviluppo dinamico del linguaggio.
Secondo il linguista Christophe Rico, uno dei suoi principali promotori, "la principale innovazione del Metodo Polis è l'applicazione di questi due metodi per insegnare le cosiddette "lingue morte", come se fossero vive".

### Tecniche pratiche

#### Risposta fisica totale (TPR)
La risposta fisica totale (TPR) è una tecnica di insegnamento della lingua che fu sviluppata per la prima volta dallo psicologo James John Asher (San José State University) basata sulle sue osservazioni sull'acquisizione del linguaggio nei bambini piccoli. Sebbene la teoria che sta dietro alla TPR e il termine stesso abbiano raggiunto il grande pubblico solo alla fine degli anni '70, quando il professor Asher pubblicò un libro intitolato Imparare un'altra lingua attraverso le azioni, molte delle idee di Asher hanno molto in comune con quelle portate avanti alla fine del XIX secolo e all'inizio del XX da W. H. D. Rouse, conosciuto per il suo metodo naturale o diretto.

#### Teaching Proficiency through Reading and Storytelling (TPRS)

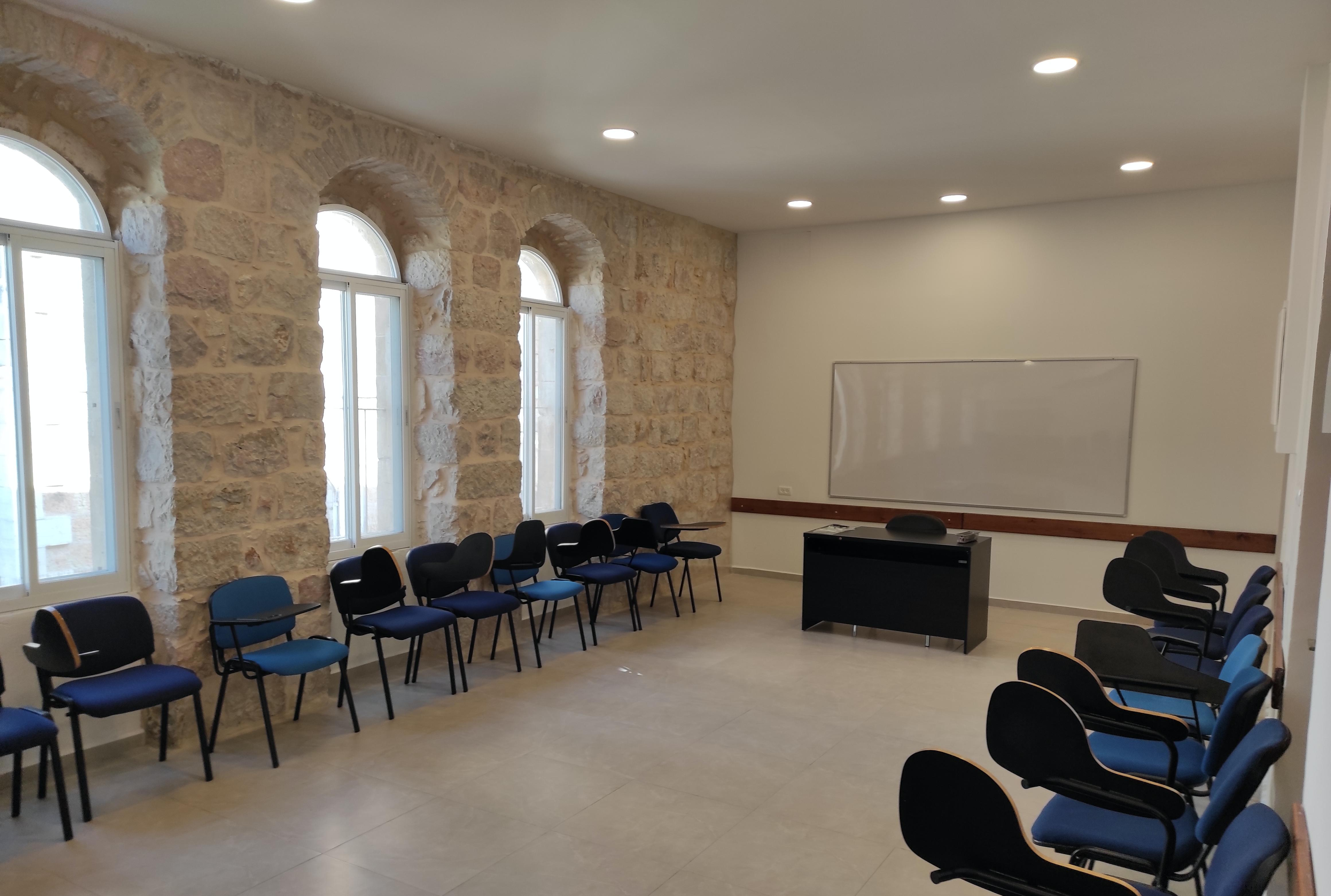
Una tipica aula dell'Istituto Polis che facilità la Total Physical Response (TPR) e le conversazioni in gruppi

Lo storytelling TPR (TPRS) è una tecnica ideata negli anni 1990 dall'insegnante di spagnolo Blaine Ray, ispirata dalla teoria di Stephen Krashen sull'acquisizione delle lingue straniere e dalla sua enfasi sul ruolo dell' "input comprensibile" nella padronanza dell'elocuzione da parte dello studente (output). Secondo Krashen, è essenziale che gli studenti siano esposti a frasi il cui significato possono afferrare completamente, una caratteristica che richiede uno stretto controllo sul come e quando nuove parole e strutture sono presentate, per potere limitare le parole nuove a una piccola percentuale del messaggio completo.
Per fornire agli studenti un ambiente di insegnamento in cui l'"input comprensibile" possa avvenire, Blaine Ray sviluppò una serie di storie o narrazioni in cui gli studenti potevano essere partecipi attivamente. Lungo la narrazione, agli studenti vengono presentati messaggi che corrispondono al loro livello linguistico, permettendo di introdurre nuovi vocaboli.

#### Story building
La tecnica dello Story Building fu inizialmente sviluppata da Greg Thomson (University of Alberta) nel 2007 all'interno del metodo Growing Participator Approach (GPA). La sua teoria si basa sulla presentazione di immagini in vignette che, con ciascuna immagine successiva, formano una storia coerente. Gli studenti sono poi invitati a descrivere le immagini presentate, usando il lessico che conoscono. Questo esercizio rafforza la memorizzazione e permette l'inserimento di nuove strutture grammaticali legate alle immagini e al lessico.

#### Immagini e oggetti
Dal momento che la memoria dipende largamente dall'esperienza sensoriale, l'utilizzo di immagini e oggetti è uno strumento molto efficace per presentare nuovo lessico, permettendo agli studenti di associare direttamente una nuova parola all'esperienza sensoriale.

#### Conversazione in coppie o piccoli gruppi
La conversazione tra gli studenti in classe è una caratteristica comune nell'insegnamento delle lingue moderne, applicata, attraverso il metodo Polis, anche all'insegnamento delle lingue antiche. Questa interazione è uno strumento molto efficace, nelle lezioni più avanzate, perché, quando lo studente mette in pratica la produzione orale, progredisce nell'acquisizione del linguaggio. Le conversazioni guidate potrebbero impegnare da due a cinque studenti alla volta e sono attentamente designate per massimizzare la conversazione di ciascuno studente e minimizzare l'errore.

#### Living Sequential Expression (LSE)
Il Living Sequential Expression (LSE) è un approccio che è stato ispirato dal lavoro dell'educatore e insegnante di lingue straniere francese François Gouin (1831–1896), che sviluppò il Series Method (metodo della sequenza) per l'acquisizione del linguaggio. Nell'approccio LSE, gli studenti "imparano sequenze di azioni connesse logicamente, mettendole in pratica e poi parlando di esse".

## Programmi accademici e corsi di lingua
L’Istituto ospita due programmi di Laurea Magistrale, uno in Filologia Antica e uno in Lingue del Vicino Oriente, che includono, a scelta dello studente, un programma di “Enfasi sull'insegnamento delle Lingue Antiche” al secondo anno. I diplomi di laurea vengono emessi da università europee come la Pontificia Università della Santa Croce a Roma, l'Università di Navarra a Pamplona e l'Università Internazionale della Catalogna a Barcellona.

## Conferenze
L'Istituto ospita conferenze interdisciplinari internazionali su vari argomenti nel campo delle discipline umanistiche.
Finora sono state tenute le seguenti conferenze:

### 2013 - Le Origini dell'Alfabeto
La prima conferenza interdisciplinare dell'Istituto Polis si è tenuta nel febbraio 2013, concentrandosi sulle "Origini dell'Alfabeto". Alcuni dei principali esperti su questo argomento si sono riuniti al Polis per tenere un dibattito interdisciplinare, approcciando la discussione dalle prospettiva linguistica, sociologica e psicologica, raramente applicate sullo sviluppo della scrittura. Tenendo in considerazione il fatto largamente accettato che la nascita del concetto di alfabeto si potrebbe ricondurre all'area tra Egitto e Fenicia, anche se la scrittura nacque in diverse parti del mondo in modi indipendenti gli uni dagli altri, gli studiosi vennero a questa conferenza interdisciplinare per portare una risposta non solo alla domanda sul come ebbe origine l'alfabeto, ma anche a quella più difficile sul perché ebbe origine.

### 2015 - La Biblioteca di Alessandria: Un Crocevia Culturale del Mondo Antico
La seconda conferenza interdisciplinare è stata tenuta al Polis nel gennaio 2015 con il tema "La Biblioteca di Alessandria: Un Crocevia Culturale del Mondo Antico". In aggiunta a linguisti ed esperti della Settanta e della letteratura greca, storici e archeologi si sono riuniti all'Istituto Polis per discutere le domande persistenti che circondano la Biblioteca di Alessandria, che era considerata il principale centro del sapere mondiale dal terzo secolo a.C. fino almeno al regno di Cleopatra (48-30 a.C.). Dove era situata esattamente la libreria gigantesca e che tipo di testi conteneva? Fino a che punto la biblioteca reale diventò un punto d'incontro per diverse lingue e culture? E in ultima istanza, perché il silenzio di alcuni autori antichi sulla sua scomparsa? Queste sono state alcune delle domande chiave che la conferenza ha esplorato e a cui ha cercato risposta.

### 2016 - Il "Cours de Linguistique Générale" rivisitato: 1916-2016
Nel centesimo anniversario del libro decisivo, cioè il "Cours de Linguistique Générale"(CLG), che conteneva gli appunti delle lezioni di quello che è riconosciuto come il padre della linguistica, Ferdinand de Saussure, la terza conferenza interdisciplinare dell'Istituto Polis si è tenuta nei pressi dell'Istituto il 31 marzo - 1º aprile 2016, con il tema "The Cours de Linguistique Générale Revisited: 1916-2016." Più di una dozzina di specialisti internazionali di linguistica, pragmatica, filologia, dialettologia, traduzione, terminologia e filosofia si sono riuniti per discutere temi legati all'opera fondamentale di Saussure, che diede il via ad una disciplina scientifica che ha profondamente influenzato il campo delle discipline umanistiche. Gli studiosi hanno discusso non solo il lavoro di Saussure in sé, ma anche il suo contesto e l'accoglienza ricevuta nel XX e XXI secolo.

### 2018 - Trasmettere un'Eredità: L'Insegnamento delle Lingue Antiche dall'Antichità al XXI secolo
Per la quarta conferenza interdisciplinare, tenutasi il 16-17 aprile 2018, il tema generale ha preso una svolta pedagogica: "Trasmettere un'Eredità: L'Insegnamento delle Lingue Antiche dall'Antichità fino al XXI secolo". A questa edizione della conferenza hanno partecipato più di trenta studiosi e insegnanti di lingue, trattando, tra le altre cose,   dell'insegnamento del latino, del greco e dell'ebraico attraverso i secoli, del come scrivere in sumero antico, della rappresentazione degli insegnanti di latino nei film e di temi storici. Quattro continenti sono stati rappresentati nella conferenza, con studiosi che venivano da Paesi Bassi, Croazia, Regno Unito, Bulgaria, Polonia, Svezia, Francia, Italia, Stati Uniti, Brasile, Argentina, Israele e Giappone.

## Polis Institute Press
L'Istituto Polis ha una casa editrice propria che pubblica libri che promuovono il Metodo Polis per l'insegnamento del linguaggio. Pubblica anche lavori di ricerca contemporanea nei campi promossi dall'Istituto come le lingue e le culture antiche, l'insegnamento della lingua, la storia della lingua e dell'insegnamento della lingua, ecc. Tra questi, “Πολις: Λαλεῖν τῇ κοινῇ διαλεκτῳ τῇ ζώσῃ” (Polis: Parlare il Greco come una Lingua Viva) e “Forum: Lectiones Latinitatis Vivae”, strutturati sul metodo dell’immersione totale. Esistono anche pubblicazioni di ricerca derivate dalle conferenze interdisciplinari tenute all’Istituto.

## Collocazione

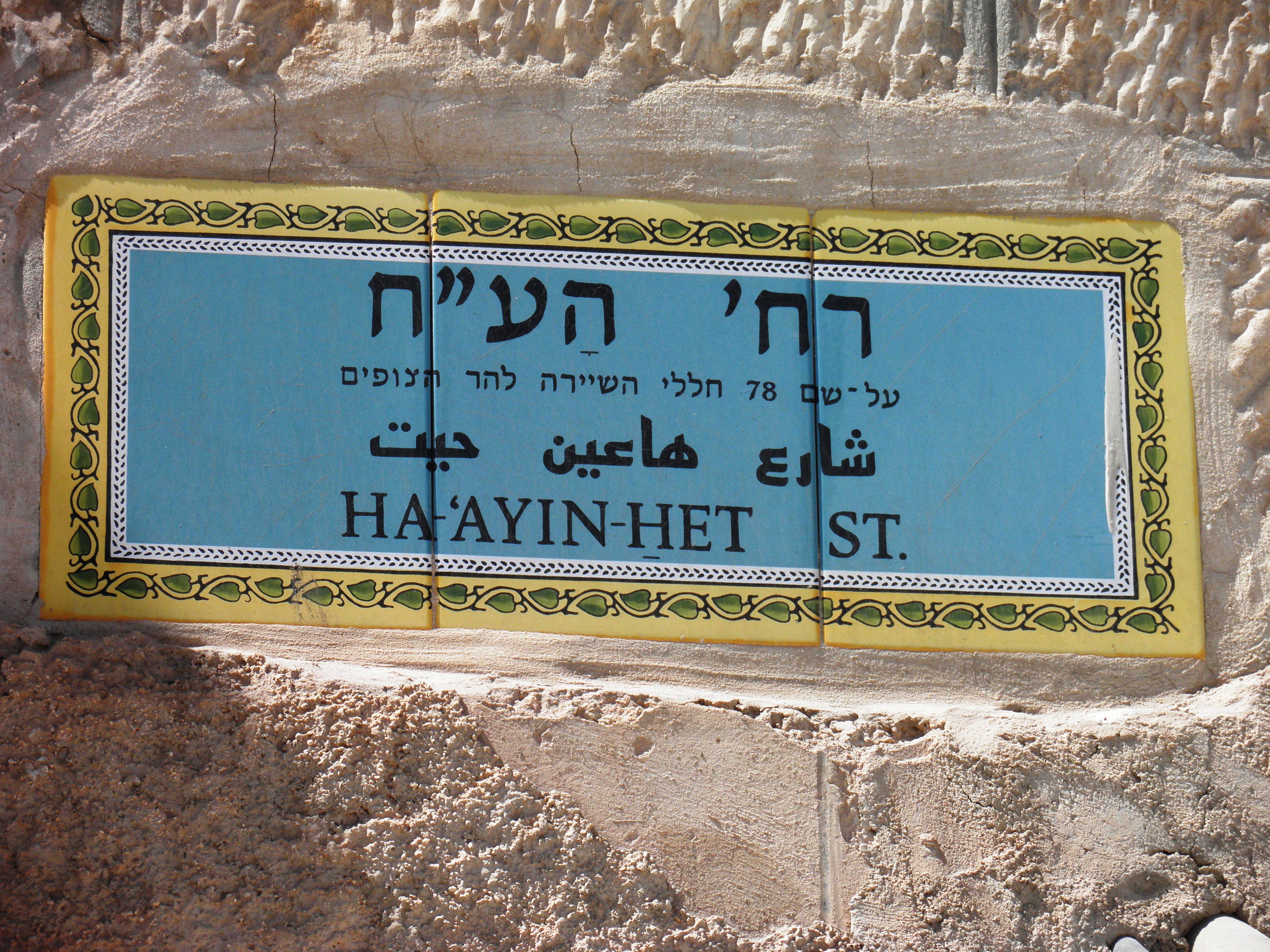
Ha Ayin-Het Street, la via in cui si trova l'Istituto Polis, prende il nome dalle 78 persone uccise nel massacro del convoglio medico di Hadassah nel 1948

Il quartiere di Musrara, dove si trova l'Istituto, un tempo era luogo di conflitto etnico e tensioni sociali. Questo conflitto è commemorato dal nome della via dove si trova l'Istituto. Ha Ayin-Het (in ebraico: הע"ח) Street letteralmente significa "La Strada dei settantotto", in riferimento alla persona ignota e alle settantasette persone riconosciute che furono uccise in quello che è conosciuto storicamente come il massacro del convoglio medico di Hadassah.
L'Istituto è vicino ad altri centri di ricerca sulla Bibbia, come l'École Biblique(la scuola biblica e archeologica francese) e lo Swedish Theological Institute.